# Borgomaro
Borgomaro é uma comuna italiana da região da Ligúria, província de Impéria, com cerca de 842 habitantes. Estende-se por uma área de 23 km², tendo uma densidade populacional de 37 hab/km². Faz fronteira com Aurigo, Caravonica, Carpasio, Chiusanico, Lucinasco, Pieve di Teco, Prelà, Rezzo, Vasia.

## Demografia
| Variação demográfica do município entre 1861 e 2011                               |
|                                                                                   |
| Fonte: Istituto Nazionale di Statistica (ISTAT) - Elaboração gráfica da Wikipedia |